# Zesau
Zesau, né le 8 janvier 1981 à Paris, est un rappeur français originaire de Martinique. Son nom de scène s'inspire de Keyser Söze, personnage de fiction l'ayant marqué par son caractère étant plus jeune. Il est considéré par la presse spécialisée comme un pilier du hip-hop français.
En 2005, il fonde son propre label discographique, Bad-Game Musik, et publie, le 26 février 2008, son premier projet, un street album baptisé Bad-Musik. En 2011, Zesau récidive avec sa mixtape: Drive by Musikk puis Frères D'Armes son double album désormais classique. Un nouvel album-concept intitulé Dirty Zoo est prévu au mois de juin 2012, mais est reporté au 24 septembre 2012, à la suite d'aléas du travail en indépendant. Il publie en 2015 son album Deuxmillezoo puis en 2020 son album DEL sur le label "Ambition Music" de Niro.
En 2021 c'est sur son propre label (Label Zoo) qu'il sort son nouveau E.P Coup Classique.

## Biographie

### Jeunesse et débuts
D'ascendance martiniquaise, Zesau a grandi au quartier des Malassis à Vitry-sur-Seine, dans le Val-de-Marne. Il commence à rapper en 93/94 et forme avec Nessbeal et Koryas le groupe Dicidens en 1996. Signés sur le label indépendant Magma qui est ensuite devenu Paire d’as, ils réunissent leurs forces dans l'optique de faire un album, épaulés par l'équipe du 45 Scientific.
Leur single en commun, De larmes et de sang, publié en 2000 sur maxi vinyle est en revanche l'un des derniers titres enregistrés par Lunatic en tant que groupe. HLM Rezidants, publié en 2004, compte approximativement 15 000 exemplaires vendus, et est classé 78e pendant trois semaines consécutives. Il se retrouve désormais en vente comme article de collection sur certains sites. Selon le magazine Radikal, il s'agit du « dernier choc rapologique de l'année 2004. » Le 14 mai 2012, l'album est réédité par Musicast[source insuffisante].

### Bad-Game (2005)
En 2005, Zesau fonde son propre label discographique, Bad-Game Musik, sur lequel il publie un premier projet le 26 février 2008 :  Bad-Musik, un street album comportant 27 chansons. Participent notamment au projet Rim'K, Aketo, Brasco, Rohff, Sefyu, Dry, et Seth Gueko. Dans Rap Mag, il explique avoir sorti ce projet « pour le plaisir », ainsi qu'afin de « récapituler son parcours » et « montrer qu'il n'est pas un débutant ». R.A.P.R&B. Magazine qualifie Bad-Musik d'« album pour les amateurs de lyrics criminogènes, de rimes de jeunes insoumis, de récits hardcore et de délinquante musik ».
Trois ans plus tard, presque jour pour jour, Zesau revient au devant de la scène avec une mixtape : Drive By Musikk, 32 inédits, qu'il défend notamment sur scène lors d'un grand concert à l'Élysée Montmartre aux côtés d'autres MCs de la tendance à cette période comme Alibi Montana, Alonzo, et Canardo. Sorti uniquement en téléchargement légal, Drive By Musikk sert à faire « monter le buzz » avant de passer à « l’étape supérieure », avec la sortie de son premier album solo.
En 2021 Zesau sort le premier volume d'une série de compilation intitulé Bad-Game. Ce nom est un rappel de son label sur lequel il a sorti ses premiers albums et ceux des artistes comme Kolonel94, Haks, Cicatrice, Am1oMic.
Cette compilation "100% rap de rue" réunit des artistes reconnus et des nouveaux talents autour de ce thème.
On remarque notamment l'apparition de Niro (rappeur), Stavo (rappeur), Jeff Le Nerf, LMC Click, Lacraps, Dex & Gus, Sogof, 25G, Tony la famille, Zikxo.. Ainsi que de nombreux artistes des Caraïbes sur le hors série spécial sortit en 2022.

### Frères d'armes(2011)
Après cinq ans de préparation, plus calculé et « conçu comme un film », le double album Frères d'armes est finalement publié le 28 novembre 2011. Il fait notamment participer Le Rat Luciano, Rim'K, Despo Rutti, Seth Gueko, et Dicidens. Au moment de la sortie, il dévoile au public « les pépites qu'il renferme » et l'ensemble des extraits de l'album totalisent en 2014 plus d'un million de vues sur YouTube, le premier single Maximal, en featuring avec Nessbeal, atteint à lui seul 740 000 vues en 2014. Ce projet aura notamment eu le mérite de se voir attribuer le titre d'« album rap de rue de l'année » par le magazine spécialisé StriclyHipHopMag.

### Rewind
Le 19 juillet 2011, une vidéo est mise en ligne sur le site Daymolition, annonçant la préparation d'un projet inédit. Zesau entreprend de réunir les rappeurs qu'il a écoutés étant plus jeune pour réenregistrer avec eux des classiques du Rap français. Ce projet réunit notamment Rim'K et AP du 113, Abuz, Lords of the Underground, MC Eiht (Menace to Society), Driver, Daddy Lord C, Tepa (Les Spécialistes), Different Teep, Chrysto (Démocrates D).

### Dirty Zoo(2012)
En 2012, Zesau récidive avec un nouvel album-concept intitulé Dirty Zoo prévu au mois de juin mais reporté au 24 septembre 2012, à la suite d'aléas du travail en indépendant. Une fuite sur Internet trois mois avant la sortie officielle est également à déplorer. Le 6 juin 2012, Booska-P déclare que « c'est 18 titres qui sentent bon le zoo pour te préparer pour l'été » à l'annonce du tracklisting ; deux jours plus tard, les auditeurs de Skyrock découvrent en exclusivité des couplets de l'album lors de l'émission Planète Rap de Rim'K. Le même jour, le premier single intitulé Bénef est publié. L'ensemble des extraits en streaming totalisent plusieurs millions de vues. Le 27 décembre 2012 son nouveau clip J'fais mon job est publié sur Trace TV (Urban) avec la mention « Vidéo of the Day ».

### Deuxmillezoo(2015)
Le 18 décembre 2012 Zesau annonce l'arrivée d'un nouvel album et le 9 janvier 2013, les auditeurs de Skyrock ont pu découvrir en exclusivité un extrait de celui-ci lors de l'émission Planète Rap de Leck. Dans une interview du mois de mars sur TupakTV, il explique avoir déjà enregistré plusieurs morceaux mais il préfère prendre le temps «d'affuter sa lame» et de sortir un projet que «ni lui, ni personne aura fait». Initialement prévu pour décembre 2013 et après plusieurs reports, il sortira finalement l'EP En attendant DMZ le 16 février 2015. Le clip Delbor Remix feat. Rim'K, Despo Rutti, Sadek et Haks sortira le même jour. Booska-P qualifiera cette combinaison d'«explosive» à l'annonce du tracklisting, déclarant également qu'« En attendant #DMZ, Zesau va faire du sale !». Enemy, La traque et Delbor sont les premiers extraits déjà disponibles. À noter la présence d'un remix de la chanson She Wolf (Falling to Pieces) de David Guetta sur le morceau La traque. La date de sortie définitive est annoncée pour le 6 novembre 2015 et l'album fera participer Nessbeal du groupe Dicidens, Niro, Docteur Beriz (Wati B) et Kolonel94.

### DEL(2020)
En 2017, Niro annonce la signature de Zesau sur son nouveau label Ambition music chez Capitol, puis il le fera participer à ses projets Ox7m8re et Mens Rea. C'est en 2020 que l'arrivée du nouvel album se fait sentir avec deux clips Sur ma liste et Dans le Noir. Le 11 décembre 2020 sort DEL (le délire), un nouvel album 16 titres avec la participation de Niro, Georgio, Freeze Corléone, Stavo (13Blocks), YL, Nahir, Isha, Djalito et WM. Le titre Fout la merde a notamment le mérite d'être qualifié de featuring de l'année sur l'antenne de Mouv'.

### EPs
Moins d'un an après la sortie de DEL, c'est sur son propre label (Label Zoo) que Zesau sort son nouveau projet intitulé Coup classique .
Au programme de cette belle sortie, dix titres dont des apparitions en featuring de Limsa d'Aulnay, Rvzmo, Hache-P et Benjamin Epps.
En 2023 il récidive avec un nouvel opus entiérement solo:
Rythmique et contrebande. Plusieurs clips seront extraits dont Binks "une démonstration de la puissance intemporelle de son art"et Nokia "très lourd de sens".
Début 2025, le vétéran sort un nouvel Ep solo: Ghetto cardiaque, "une œuvre marquée par l’authenticité et la rigueur d’un rappeur fidèle à son univers sombre et introspectif".

## Reconnaissance
Considéré par la presse spécialisée comme un pilier du rap français, ses albums Frères d'armes et Dirty Zoo ont fait leur entrée dans le top album la première semaine de leur sortie : respectivement 162 et 191e. Après plus de 16 ans de carrière et d'innombrables apparitions comme sur les compilations Street Lourd Hall Stars, Talents fâchés ou sur la série Puissance Rap et We Made It, il est courant de le voir évoluer aux côtés « des plus connus comme des moins connus » comme le rappelle Niro dans une interview. Il insiste aussi sur le fait que, malgré cela, « Zesau n'a pas la reconnaissance qu'il mérite... ».

## Discographie

### EPs
- 1999 : Les gosses
- 2000 : Criminogène
- 2000 : De larmes et de sang
- 2015 : En attendant DMZ
- 2021 : Coup Classique
- 2023 : R&C
- 2025 : Ghetto cardiaque

### Bandes originales
- 2010 : Braquage à l'africaine avec Mister You, Sazamyzy, Hype & AP du 113 - Bande Originale du film African Gangster réalisé par Jean-Pascal Zadi
- 2018: Bande originale du film "Belles Paroles" avec Massyl  Kasri réalisé par Mohamed Ouaddah écrit par Souleymane Boel.

### Apparitions
- 2000 : Zesau feat. Reazla - La la la
- 2000 : Zesau feat. Kolonel94 - 19 ans de Téci
- 2001 : Zesau feat. Kolonel94 - Nous contre eux
- 2002 : Dicidens - Freestyle (sur la mixtape Violences urbaines)
- 2003 : Zesau feat. Rohff, Dry t Sefyu - Baiser (sur la compile Talents fâchés Vol.1)
- 2003 : Dicidens - Lyrical massage cardiac (sur la compile Talents fâchés Vol.1)
- 2004 : Dicidens - Le sang des tours (sur la compile Street lourd hall stars)
- 2004 : Zesau feat. Ikbal - Tu t'es reconnu (sur la compile Talents fâchés Vol.2)
- 2004 : Dicidens - Rhymes anti-perso (sur la compile Lexro criminologie Vol.2)
- 2005 : Dicidens - Comme un train en marche (sur la compile Haute tension)
- 2005 : 113 feat. Zesau et Vitry All Stars - Vitry nocturne (sur l'album du 113, 113 Degrés)
- 2006 : Zesau feat. Al Bundy - Mais Qui (sur la compile Le sous marin)
- 2006 : Dicidens feat. Sms click - Casse des briques (sur la compile poésie urbaine 2)
- 2006 : Dicidens - Freestyle (sur la compile Narcobeat 1 : équipé sport)
- 2006 : Dicidens - Un featuring avec la haine (sur la compile Talents fâchés Vol.3)
- 2006 : Sud Conscient feat. Dicidens, Tekila, Sefyu & L'Skadrille - TGI (sur le street album de Sud Conscient, Street Show)
- 2006 : Zesau feat. Six Coups MC - Tu vas prendre des coups (sur la compile Phonographe 2 [29][source insuffisante])
- 2006 : Zesau feat. Seth Gueko & Brasco - Toxique connexion (sur la compile Les chroniques de l'asphalte[30])
- 2006 : Dicidens - Sauvage (sur la compile Boucherie)
- 2006 : Zesau feat N'Dal - Cas sociaux (sur la compile Il était une fois dans le 77)
- 2006 : Zesau - Jungle urbaine (sur la compile Boucherie[31])
- 2006 : Zesau Feat Las Malas - C'est la merde (sur la compile Boucherie[32])
- 2006 : Zesau - Zess mec de tess sur la compile Kontakt killer[33])
- 2006 : Zesau feat. Hamza - Son pirate de l'air (sur la compile Illégal radio)
- 2006 : Zesau feat. Cicco - Le Mal Est Sponsor
- 2006 : 400 Hyènes feat. Dicidens - Le mal aux trousses (sur l'album de 400 Hyènes, Ghetto prodiges[34])
- 2006 : TLF Feat Zesau - C'est la guerre (sur le street album de TLF, Ghetto drame Vol.1)
- 2009 : Dicidens  - Une jeunesse encolère (sur la mixtape Seven Mixtape – Les Sept Peches Capitaux)
- 2007 : Dicidens - Le son du ghetto (sur la compile de Cirozsport et Carlito Cesar Industreet)
- 2007 : Zesau - Le choc
- 2007 : Zesau Feat CID Youssef, Dadchi & Jamain - Only god (sur la compile Paris loves me)
- 2007 : Zesau Feat. V.A - De Paris à New York
- 2007 : Zesau - RAS (sur la compile 12 rounds concept)
- 2007 : Mister You ft Sofiane Zermani, Kenza Farah, Zesau & Meh - Besoin De
- 2007 : Manu Key feat. Zesau et Kennedy - Toujours plus (sur l'album de Manu Key Prolifique Vol.2)
- 2007 : Dicidens - Rien de personnel (sur la compile Traffic)
- 2007 : Aketo feat. Zesau et Rim'K  - Venimeuz Muzik (sur le street album d'Aketo Cracheur 2 venin[35])
- 2007 : Dicidens - Champ de mine (sur la compile Niroshima 3)
- 2008 : Zesau feat. Seth Gueko - Danger (sur la mixtape de Seth Gueko Drive by en caravane)
- 2008 : Dicidens - Je représente (sur la compile Département 94[36])
- 2008 : Farage feat. Dicidens et Neoklash - Fonce dans le mur (sur la mixtape de Farage L'instinct du bitume)
- 2008 : Zesau feat Mamzo - Faut réfléchir avant d'agir
- 2008 : Zesau feat Shirdé, lukkas tony, SDC & VA - Freestyle
- 2008 : Zesau feat AK31 - C'est vrai
- 2008 : Zesau feat Efficace Crew - Pour l'oseille
- 2009 : Zesau feat. M.Y - Déglingué (sur l'album de M.Y Gosse du beatum)
- 2009 : Zesau feat. Skander - Avion de chasse
- 2009 : Resprik1'ff feat. Zesau & mao2s - De Vitry à Persan
- 2009 : Zesau feat. Alpha 5.20 & Pops - Banlieusard (sur la compil Bassora street)
- 2009 : Zesau feat. Kolonel94 - t'es pas fiable
- 2009 : La hyène feat. Zesau, Beli blanco, TLF - Vrais pour de vrai (sur la mixtape de TLF Talents Fâchés Vol. 4)
- 2009 : Zesau feat. L'ennemi - Le Doigt Sur La Détente
- 2009 : Zesau feat Frères d'armes & Dardar - Famille cauchemar
- 2009 : Zesau feat. Haks - Hass
- 2009 : Zesau feat. Ino100 & Dardar - Tous les jours (sur l'album Ino 100% moi)
- 2009 : Zesau feat. Libre K - Face au but
- 2009 : Dicidens Feat. Paire de douilles - La fable (sur la mixtape Micro Jacking)
- 2009 : Zesau Feat. Paire de douilles - En boucle (sur la mixtape Black List)
- 2009 : Zesau feat. P-jiik & Biboush - Crapasse Attitude
- 2009 : Les Zemetteurs Feat Zesau & Lukkas Tony - C'est Le Ghetto
- 2009 : Farage ft Zesau & 25G - Cassos (sur l'album de Farage Témoin du mal)
- 2009 : Seth Gueko feat. Zesau, Al K-Pote, Six Coups MC, Seven, etc. - Tremblement de terre-terre (sur l'album de Seth Gueko, La chevalière)
- 2009 : C4 Explosif feat. Zesau - Freestyle (sur la compile Association de malfaiteurs Vol.1[37]
- 2010 : Lhnstreet feat. Zesau - Ca passe ou ça passe (sur l'album Hors Game de Lhnstreet)
- 2010 : Orano feat. Zesau - Baisé (sur l'album Volte face)
- 2010 : Lacrim feat. Zesau & Sofiane - Paname vu des blocks
- 2010 : Led-k feat. Zesau & Kolonel94 - athmosphère dejantée (sur la mixtape La galette des rois)
- 2010 : Abis feat. Zesau - Entre 2 chaises (sur l'album Quartier hallam vol.2)
- 2010 : Akir feat. Zesau - C'est trop ghetto (sur l'album le gôut du risque)
- 2010 : Zesau Feat. M3x, Mirabeau - on boss pourquoi? (sur la compile Saboss vol.1)
- 2010 : Mister You feat. Abis, Brulux, Lacrim, Zesau - Nos vacances (sur l'album Présumé coupable)
- 2010 : Wira, Zesau, Sidi Omar - L'impasse (sur la mixtape A la fuck you)
- 2010 : Dimé feat. Zesau & Six Coups Mc - Jeunesse fonscar
- 2010 : Ad haine instable feat. Zesau, Meldee & Dardar - On a pas le choix
- 2010 : Zesau feat. Arracheurs de Bitume - Crois pas me connaître (sur la mixtape La Chorégraphie du Pendu Vol.2)
- 2010 : Zesau feat. Despo Rutti - Sauvage (sur la compilation Street Lourd Hall Stars II)
- 2010 : Mister You feat. Zesau - En direct du zoo (sur le street album de Mister You MDR : mec de rue)
- 2010 : Al K-Pote feat. Dicidens - Dicidengereux (sur l'album d'Al K-Pote La Crème de L'Île-de-France)
- 2010 : Abis feat. Zesau - Quartier Hallam (sur la mixtape d'Abis Quartier Hallam)
- 2010 : Mamad l'Aliene feat. Neoklash et Zesau - Rodeo Sauvage
- 2010 : 1er Impact feat. Zesau - Incompatible (sur la mixtape En sursis)
- 2010 : Guevarap feat. Zesau & Ze-Mask - Violent (sur la mixtape Guevarap Musik)
- 2010 : La Sexion12 feat Buddha Monk & Zesau - "Ca vient de la Sexion12"
- 2010 : Need127 feat. Zesau, Meh et Fatir Bronx - Course Poursuite (sur l'album de Need127 History)
- 2010 : Massif feat. Zesau & Dardar - Froid (sur l'album de Massif N'1sulte pas la rue Vol.1)
- 2011 : Doyen OG feat. Zesau et Nubi - Banlieue sude crade (sur l'album de Doyen OG Ambition d'un renoi du 91)
- 2011 : Zesau feat. féfé bess, kazkami & black fel.r -  Dans son viseur
- 2011 : Am1omic feat. Zesau -  Gosse de béton (sur l'album de Am1omic Gosse de béton)
- 2011 : Am1omic feat. Zesau -  Intro favélas (sur l'album de Am1omic Gosse de béton)
- 2011 : Aka Feat. Aketo, Seven, Zesau, Douma, Neoklash, Sofiane, N Dal, Boumé, Akir, Iron Sy & Dardar -  Charbonneur 2 (sur la mixtape brakage vocal vol 1)
- 2011 : 400 hyènes feat. Iron Sy, Dry, Zesau, Alpha 5.20, Beli Blanco -  Union malsaine (sur l'album L' esprit du Clan)
- 2011 : D.A.T.S feat. Dosseh et Zesau -  État brut (sur l'album du berceau à la tombe)
- 2011 : Need 127 feat. Zesau, Meh, Dardar et Rihana - Tout ce qu'on y a laissé
- 2011 : Dayna feat. Zesau - Bad game (sur l'album un début à tout)
- 2011 : Briss feat. Six Coups MC et Zesau - Battement de Cœur
- 2011 : Sazamyzy & Hype feat. Zesau - Haute couture musicale 2 (sur l'album Grand banditisme Paris vol.1)
- 2011 : Sazamyzy & Hype feat. Zesau & RR - GB Bad-Game G8 (sur l'album Grand banditisme Paris vol.1)
- 2011 : Ino 100 feat. Zesau - Hymne aux barjots (sur l'album Trop vrai pour percer)
- 2011 : Liboma MC feat. Zesau et Sazamyzy - Diner de Bandit
- 2011 : Babass feat. Zesau - C'est nous la mif (sur la mixtape de Babass Bunker)
- 2011 : Hulk feat. Aketo, Zesau et Reeno - Regard sur le monde (sur l'album de Laskuproduson Hors Serim 5 Spécial Hulk)
- 2011 : Blady feat. D.I (Barbes Clan) et Zesau - La Rue c'est quoi (sur l'album de Blady Eleven Music)
- 2011 : N'Dal feat. Zesau, Dardar & Nessa - Nique la police (sur l'album d'N'Dal Colis piégé vol. 4 (Spécial Belgique))
- 2011 : Corbac feat. Zesau - Jamais sans la Rancune (sur l'album de Corbac Règlement de comptes)
- 2011 : Na2s feat. Zesau - La Vie qu'on mène (sur l'album de Na2s Là où j'ai grandi)
- 2011 : Tony La Famille feat. Zesau – Suffit d'un rien (sur l'album de Tony La Famille Zon'Art)
- 2011 : Rhino Lasdesastre feat. Zesau - Street Life
- 2011 : Mars La Menace feat. Zesau – Ici bas (sur l'album de Mars La Menace Bienvenue dans la Zone Vol.1)
- 2011 : K-otik feat. Zesau & Dixa - La vie c'est dur (sur l'album de K-Otik Sale Môme)
- 2011 : Sogof feat. Zesau - Dégaine cramée
- 2011 : Jpoo feat. Zesau - Paris la nuit (sur l'album de Jpoo Ghetto Vétéran)
- 2011 : Clanez feat. Zesau, Batzo et Lukkas Tony - Ghettoyouth Certifié (sur l'album de Clanez Pris pour cible)
- 2011 : Zekwe Ramos feat. Zesau - Ghetto Bill Gates (sur l'album de Zekwe Ramos Seleção)
- 2011 : Zesau - Illégal (sur l'album de DJ Bad et MC Rush-Ga Illégal)
- 2011 : Taz feat. Zesau - Entre Panam' et les Antilles
- 2011 : D.A.T.S. feat. Zesau & Dosseh - État brut (sur l'album de 28 Zaheef Du berceau à la tombe)
- 2011 : Derder feat. Zesau, Shone, Issa, Sofiane et Alkpote - Ou sont les hommes (sur l'album de Derder Hors Norme)
- 2011 : MC Bolo feat. Zesau - A tes risques et périls (sur l'album de Bolo 2000 Zedou)
- 2011 : Worms-T feat. Zesau - Badgame (sur l'album de Worms-T Je n'en réclame aucune pitié)
- 2011 : FIK2 feat. Zesau et Mic Fury - Soldat
- 2011 : RSKP feat. Zesau et Dalcro - L'ambiance 2 la street (sur l'album de RSKP En feat avec la street Vol.1)
- 2011 : Koonta feat. Zesau, Y.a.s et Dardar - A4 (sur l'album de Koonta La Crème de Panam)
- 2011 : Mseize feat. Zesau - Sa mère (sur l'album de Mseize Hors-jeu)
- 2011 : Zesau feat. Broussar-Djé - C'est gâté (sur l'album de Ldb Leçons d'en bas volume 4)
- 2011 : Still Fresh feat. Seth Gueko, Zesau, Lacrim, Sofiane, Aketo, Wira, Sidi.O, Seven... - Battle Royal (sur la mixtape de Still Fresh Fresh Tape)
- 2012 : Jpoo feat. Sofiane Zesau et Dardar - Sensation Forte (sur l'album de Jpoo Pistonné Par Un Pistolet)
- 2012 : Cicatrice feat. Dicidens - l'école du banc (sur l'album de Cicatrice Couleur argent)
- 2012 : Cicatrice feat. Zesau, Kolonel94 & Dardar - Virage (sur l'album de Cicatrice Couleur argent)
- 2012 : Led.K feat. Nasme Zesau et N'zi - J'vis Sans Remède (sur l'album de Ldb Leçons d'en bas volume6)
- 2012 : Badola feat. Niro Zesau et Fala Franco - African Fighters
- 2012 : Boramy feat. Tairo Kemso Shotla D.I Blady Khosa Wira Bilel Minch Yayouss Reeno Zesau & Sasa - El Dia De Los Muertos (sur l'album de Boramy Represento)
- 2012 : Boumé feat. Zesau - Place aux vrais (sur l'album de Boumé Esprit de vengeance)
- 2012 : Ochenta feat. Zesau & Légion urbaine - Dehors ou dedans (sur l'album de Ochenta Condamné)
- 2012 : Fiasko feat. Zesau - Speciale
- 2012 : Alain 2 l'ombre feat. Zesau, Sazamyzy, Hype, Ms13 & Dardar - Braquage en Yz (sur la mixtape Un arrière gout 2 l'ombre)
- 2012 : Mohe feat. Zesau - Hardcore
- 2012 : NFL feat. Zesau & Dardar - Du plomb sur nos ailes
- 2012 : Zesau feat. Leck - Laisses nous passer
- 2012 : Flk feat. Nessyou Zesau & Dardar - Tu parles de quoi? (sur l'album de Flk Affaire en cour)
- 2012 : Hashdivy feat. Slave et Zesau - Pas de place pour les faibles
- 2012 : Kryzis KLS feat. Zesau - J'peux pas refaire le monde (sur l'album de Kryzis KLS Wanted)
- 2012 : Zesau feat. Kolonel94 - Bad-Gdad (sur l'album de Longueur d'ondes Hémorragie Interne Vol.2)
- 2012 : Led-k feat. Zesau Neoklash et Exxon Vald's - Les garnements de la république
- 2012 : Mars La Menace feat. Doudou Masta Zesau Miss Illicite Sakio & Koryaz - Crime organisé (sur l'album de Mars La Menace Bienvenue dans la Zone Vol.1)
- 2012 : Mister.C feat. Dawa o mic Kozi & Zesau - Agression textuelle (sur l'album de Mister.C Qui peut sauver le rap français ?
- 2012 : Need 127 feat. Zesau, Dardar et Sintax - Western Union
- 2012 : Boyco feat. Spawn Doyen, OG Myssa & Zesau - Penav Ap
- 2012 : Prince Ali feat. Zesau & Snako - K-lifa (sur l'album de Prince Ali K-Lifa)
- 2012 : Xplosif Souffle feat. Zesau et Leck - Drogue, sexe et armes
- 2012 : Zesau feat. Big'S et Did Hall - Relations humaines
- 2012 : Sabossprod feat. Zesau & Kolonel94 - Cauchemar de l'industrie (sur l'album de Sabossprod Pas Besoin Du Rap Pour Faire De L'argent)
- 2012 : TT feat. Zesau - 2 pieds sous terre
- 2012 : Toumba Varguès feat. Zesau & Kolonel94 - Avant que la mort te surprenne (sur l'album de Toumba Varguès Temps de chien)
- 2012 : 1Tact feat. Zesau - Tension Maximale
- 2012 : L'injusticier feat. Zesau - D'une autre planète (zur l'album de L'injusticier Boulevard des Gangsters Vol.1)
- 2012 : Mess feat. Zesau - Livre ouvert
- 2012 : Negrodiox feat. Zesau - Engagé (sur l'album de Negrodiox Pièce Maitresse)
- 2012 : Mineur Enragé feat. Zesau & Dardar - Bad-game (sur l'album de Mineur Enragé Rap département sale)
- 2012 : Worms-T feat. Zesau - Premier (sur l'album de Worms-T 93 triple zéro)
- 2012 : 1sang10 feat. Zesau - Detraqués (sur l'album de 1sang10 Encore plus loin)
- 2012 : Sofiane feat. Zesau - bad-money game (sur l'album de Goldeneye music We Made It)
- 2012 : LMC Click feat. Zesau Skeem & Sopik - SMS (sur l'album de Jack Many Certifié vrai épisode 1)
- 2012 : Moz feat. Zesau & Kolonel94 - Qu'est ce qu'on a pu faire pour s'en sortir (sur l'album de Moz La rue c'est pas ta mère)
- 2012 : Kahuser feat. Zesau & Kozi - Double Personnalité (sur l'album de Kahuser Guests Vol.1)
- 2012 : Zesau feat. kolonel94 - Bad-gun (sur l'album de T-Maxx Record Parole d'homme Vol.2)
- 2012 : Ultime Espoir feat. Zesau, Six Coups MC, Am1 O Mic, Sofiane et VA. - Amalgame
- 2012 : Kozi feat. AP Zesau Leck & Mansly - Sos Remix (sur l'album de Kozi Tout puissant Mazembe)
- 2012 : Sazamyzy et Hype feat. Zesau, Niro, Ap et Derder - Braquage à l'africaine 2 sur l'album de Sazamyzy & Hype Grand Banditisme Vol.3
- 2012 : Sazamyzy et Hype feat. Zesau & Atika - Le don sur l'album de Sazamyzy & Hype Grand Banditisme Vol.3
- 2012 : Seydi Walasey feat. Zesau et Boob's - A L'arrache
- 2012 : Zesaufeat. ODS & Lyro Style - Kartel Z
- 2012 : 1Fernal feat. Zesau & Kliff - 93 94
- 2012 : Niro feat. Zesau - On les Baise (sur l'album de Niro Paraplégique coffret)
- 2012 : Adam's feat. Zesau - Mal-Aimé
- 2012 : Razer Ruskov feat. Zesau - Sur 2 Rien (sur l'album de Razer Ruskov " S.D.F (sexe drogue fric) "
- 2012 : Ochanta feat. LaLégion Urbaine Zesau & Dardar - Dehors ou dedans (sur l'album d'Ochanta Condamné)
- 2012 : Ali.B et SaïSaï feat. Zesau - Au fond du trou sur l'album d'Ali.B & SaïSaï En os en nègre et en chair Vol. 1)
- 2012 : DRAK feat. Zesau - Marche ou Crève
- 2012 : Bouba du 94 feat. Iron Sy, Doumassacre, Babass, Escobar, Zesau, Dardar, Malik Bledos... - Les 12 salopards (sur l'album de Bouba du 94 Parodiziak)
- 2013 : Leck feat. Cifack, Sur1, Derder, Maoss, Zesau... - Vitryo' superstar Partie 2 sur l'album de Leck Les Fables
- 2013 : Cellule Independante feat. Zesau & Kolonel94 - Voleur de Confiance sur l'album de Fayce Co-Cellulaire
- 2013 : La Ripost feat. Zesau - Peur de moi même sur l'album de LaRipost Rimes Avec Préméditation
- 2013 : Malekoumsa feat. Zesau & Lefty - Mme la rue
- 2013 : Lescrobarge feat. Zesau - 94 reseaux sur l'album Tard les oufs
- 2013 : Kolonel94 feat. Zesau & Berim - A l'heure du crime (sur l'album de Kolonel94 Les 12 coups de minuit)
- 2013 : Kolonel94 feat. Zesau & Seiz, Dardar, Need127 & Gre Soss - liberté provisoire (sur l'album de Kolonel94 Les 12 coups de minuit)
- 2013 : Kolonel94 feat. Zesau, Jo Dalton, Mani-Kongo  - Le Cœur + La Mentale (sur l'album de Kolonel94 Les 12 coups de minuit)
- 2013 : Tony Warrior feat Zesau & Jack TK - On Fait Du Sale
- 2013 : Seiz feat. Zesau - Episodes (sur l'album de Seiz " Diaporama ")
- 2013 : La Voix du Peuple feat. Zesau & Sur'1 - J'Perds pas la Main en solo sur l'album de La Voix du Peuple La Parole est à Nous
- 2013 : Zesau - L'enterrement (sur la compile de Ghetto Fabulous Gang La Mort du Rap Game)
- 2013 : Daouf feat. Zesau, Farage Nikov & DidHall - J'ai pas fini (sur l'album de Daouf Bienvenue dans mon Game Boy)
- 2013 : Dany Boss feat. Zesau - C'est quoi les bords (sur l'album de Dany Boss)
- 2013 : Nas feat. Zesau - Parles pas trop (sur l'album de Nas)
- 2013 : FlamAtilio feat. Zesau - Destin Basic (sur l'album de FlamAtilio)
- 2013 : Madyki'Zoo feat. Zesau et Badr - La tess manie les mots sur l'album de Madyki'Zoo
- 2013 : Specy-N-Krom-A feat. Zesau - Truc de Porc (sur la mixtape de Specy-N-Krom-A La face cachée du million)
- 2013 : JM'Brolik feat. Zesau - Lyrical Fusils A Pompe (sur le street album de JM'Brolik Quelques balles suffisent)
- 2013 : Clanez feat. Zesau, Abis, Lmc-Click, Leck, AudioMan... Grosse Claque Remix (sur le street album de Clanez Pris pour cible)
- 2013 : Jafar feat. Zesau - Là pour le moment (sur l'album de Jafar Ghettoyouth for Ever)
- 2013 : Didhall feat. Zesau - La patate (sur le street album de Didhall Ambiance de FDP..)
- 2013 : Brulux feat. Zesau Haks et Al Bandit - Ca rage (sur l'album de Brulux Brulux on the Flux)
- 2013 : Nino Black feat. Zesau et Murder - Incarcérer (sur l'album de Nino Black L'enfer du devoir)
- 2013 : Cha2Ton feat. Zesau - Sangs Ambition (sur l'album de Cha2Ton Heure de vérité)
- 2013 : États-Unis d'Afrique - Porte Drapeau (sur l'album d'États-Unis d'Afrique États-Unis des Ghettos)
- 2013 : Zesaue - Chacun sait (sur la mixtape Hémorragie interne 2)
- 2013 : OP du FGS feat Zesau & Balastik Dogg - Par choix (sur l'album d'OP du FGS Rationnel)
- 2013 : Liberty feat. Dry & Zesau - Val-de-Marnais (sur l'album de Liberty À la sueur de mon son)
- 2013 : Kilam Salman feat. Zesau - Prise de tête
- 2013 : Feat Ousko Hilton feat. Diabloss & Zesau - Notre écriture
- 2013 : Zesau - Marche Arrière (sur l'album du Gouffre Marche Arrière)
- 2013 : FIK2 feat. Zesau - On est la (sur la mixtape de FIK2 No limit II)
- 2013 : RS.RY feat.Zesau - Coureurs de biftons (sur l'album d'RS.RY)
- 2013 : Ketokrim feat. Smoker, Zesau & Scar Logan - Universel Soldat (sur l'EP de Ketokrim 8)
- 2013 : La Honda feat. Zesau - Bad-Game (sur l'album de la Honda)
- 2014 : Amy feat. Zesau, Sadek, S.I.X, Juicy P, Jack Many, James Izmad, Kozi & Cocopy - Wassup (remix) (sur l'album d'Amy Nikita)
- 2014 : Leck feat.t Zesau et Mike Lucazz - Shwarks Remix (sur l'EP de Leck Noir)
- 2014 : Zesau feat. Did’Hall – Qui peut rivaliser ? (sur la mixtape Rap Ghetto 2)
- 2014 : Zesau feat. Alkpote – 9.1.4 Catastrophe
- 2014 : Storm-G feat. Zesau – Universal soldier (sur la mixtape de Storm-G Intempéries vol.1)
- 2014 : Alkpote feat Sidi sid, Zekwe, Zesau, Jeff le nerf, Aketo, 25g, Bolo, Neoklash, Rcp & Kmase – Mongoldorak Remix (sur la mixtape L'Orgasmixtape)
- 2014 : Zesau – Semi-remorque
- 2014 : Cicatrice feat Zesau – O.B.F
- 2014 : Assoc' de Malfrats ft Zesau – Sombre (sur l'album d' Assoc' de Malfrats Tu veux d'la frappe, viens par ici)
- 2014 : Koryaz feat. Zesau – La vie des rêves (sur l'album de Koryaz Sorti de nulle part)
- 2015 : Zesau feat. Fakir & Aki la machine – C'est le bordel  (sur l'album de Fakir Les Moyens Du Bordel)
- 2015 : Kolonel94 feat. Zesau - U.V (sur la mixtape de Kolonel94 DBAMD)
- 2015 : Versus feat. Zesau - C'est qui ça (sur la mixtape de Kolonel94 DBAMD)
- 2015 : Zoza feat. Zesau - Zozézesau
- 2015 : Haks feat. Zesau & Did hall - Episode 1 (sur la mixtape de Haks Game of Crome)
- 2015 : Haks feat. Zesau - Avec tout ça (sur la mixtape de Haks Game of Crome)
- 2015 : Haks feat. Zesau & Did hall - Coco remix
- 2015 : Adamsang feat. Zesau - Dans la même merde
- 2015 : Adamss feat. Balastik dogg & Zesau - Intrépide (sur la mixtape Le quartier sous les pieds)
- 2016 : Zesau feat. Six & BNF – Bang (sur la mixtape de Six Avertissement)
- 2016 : Zesau feat. Bouga & Dardar B.S Breakdown
- 2016 : Zesau – Wesha (sur la mixtape calibrez vous 2)
- 2016 : Zesau – CLBV (sur la mixtape calibrez vous 2)
- 2016 : Zesau – Fin du Game
- 2016 : Baro feat. Zesau – Boodoom (sur la mixtape Criminel music')
- 2016 : Zesau – J'dérive
- 2017 : Zesau feat. Jack TK – On fait du sale (sur la mixtape Bomb 2 Connexion)
- 2017 : La Famillia feat Zesau – Toujours les mêmes
- 2018 : Zesau – En l'air (sur l'album de Niro Mens Rea)
- 2018 : Zesau feat. Seydi Walasey & Haks – Kérosène (sur l'album de Seydi Walasey Vida loca)
- 2018 : Zesau feat. Niro, Koro & Nino B – Criminel (sur la mixtape de DJ Kayz En famille)
- 2019 : Zesau feat. Ocean Lyrical & Dardar – Regard fantôme (sur la mixtape Gramme 2 haine, Vol. 1)
- 2019 : Zesau - Gangs (sur la mixtape Game Over 2)
- 2019 : Zesau feat. Dito - Le fil du rasoir (sur la mixtape Azymut Zéro)
- 2019 : Ayoub feat. Zesau - L' ennemi Du Colosse
- 2019 : Deno feat. Zesau, Neoklash, Youth Lion & Animal - Street life (sur la mixtape Wanted Muzik III)
- 2020 : Zesau feat. Seydi Walasey & Brasco – Tsunami (sur l'album de Seydi Walasey Mr. Walasey)
- 2020 : Zesau feat. Niro & Nino B - Le fond d'la teille (sur l'album de Niro M8RE)
- 2020 : Zesau feat. Papifredo - Fausse route (sur l'album Boss du rap vol.2)
- 2020 : Zesau feat. Freeze Corleone, Stavo - Anarchie (sur la compil Carré dans l'angle)
- 2021 : Zesau feat. Niro - Voyou (sur la mixtape Bad-game vol.1)
- 2021 : Sogof feat. Zesau - La guerre du golfe (sur l'album de Sogof La guerre du golfe)
- 2021 : Zesau feat. Juicy.P - Terrain (sur la mixtape Bad-game vol.2)
- 2021 : Zesau feat. Jack Many - Ca ira (sur la mixtape Bad-game vol.2)
- 2021 : Zesau feat. Stavo - Les mains sans gants (sur la mixtape Bad-game vol.3)
- 2021 : Zesau feat. 25G - Tout-Terrain (sur la mixtape Bad-game vol.3)
- 2021 : Zesau feat. Djado Mado - Couleaur ébenne (sur la mixtape Bad-game vol.3)
- 2022 : Zesau feat. Nini Mess - A la base (sur la mixtape SQAR)
- 2022 : Zesau - 9.4 For nite (sur la mixtape Val de rap)
- 2022 : Zesau feat. Lesram - 310 (sur la compil Carré dans l'angle)[38]
- 2022 : Zesau ft LéWill & Despi - No Fake (sur la compil Bad-Game Caraïbes)[11]
- 2022 : Zesau ft Don Snoop & Shaka Zulu - Big Force (sur la compil Bad-Game Caraïbes)
- 2022 : Zesau feat Ed Style - Do Ré Mi (sur la compil Bad-Game Caraïbes)
- 2022 : Zesau feat Gu2zman - Zone (sur la compil Bad-Game Caraïbes)
- 2022 : Zesau feat Bruce Little - Violent Mélange (sur la compil Bad-Game Caraïbes)
- 2022 : Zesau feat Gayo - Remix Marteau (sur la compil Bad-Game Caraïbes)
- 2022 : Zesau - DLS (sur la compil Dls music)
- 2023 : Reyy feat Zesau - Bordel
- 2023 : Zesau - Le flow en jette (sur la compil Grand Bazaar)[39]
- 2023 : Zesau feat Zikxo - Toujours le même (sur la compil Bad-Game vol.4)
- 2023 : Zesau feat Olazermi - Biz funèbre (sur la compil Bad-Game vol.4)
- 2023 : Zesau feat Polzaref - Pistolet (sur la compil Bad-Game vol.4)
- 2023 : Zesau feat Goulag - Vss Asb (sur la compil Bad-Game vol.4)
- 2023 : Baklaman’Akila feat Zesau - Fight-club (sur la B.O Réussite des banlieues 5)
- 2023 : Zesau - Full black (sur la cellule saison1)
- 2024 : Alpa feat Zesau - Guinness (sur l'album Violencia)
- 2024 : Gossdra feat Zesau - Wess (sur le EP R&R)
- 2024 : Uneek feat Zesau - D'encre et de sang (sur la mixtape Dans Le Rétro)
- 2024 : Zesau feat Ratu$ - Rats des rues (hors série Bad Game)
- 2025 : Z2o Corbote feat Zesau - 1000 1000 (sur l'album En 1000)

## Filmographie
- 2013 : Karma avec Seth Gueko, Escobar Macson, Lalcko... Le film de Dosseh[40]
- 2014 : Qu'Allah bénisse la France, d'Abd al Malik[41]
- 2020 : Belles paroles, de Mohamed Ouaddah, scénario de Souleymane Boel[42].

### Documentaires
- 2004 : Toxic TV - Vol.2 DVD par Leeroy & Specta
- 2011 : La vérité sur le rap indépendant DVD par Sinox
- 2011 : Coulisses du rap game DVD par Himalaya
- 2012 : Vérité sur le rap indé - Partie 2 DVD par Sinox